# 河池镇
河池镇，是中华人民共和国广西壮族自治区河池市金城江区下辖的一个乡镇级行政单位。

## 行政区划
河池镇下辖以下地区：
河池街社区、下考社区、枫木村、大杨村、大卢村、梅岭村、水任村、公华村、纳合村、红沙村、拉显村、板坡村、红来村、新合村、那崖村和下渡村。